# 尾紋魮
尾紋魮（学名：Labeobarbus caudovittatus）为輻鰭魚綱鯉形目鲤科的其中一種，分布於非洲剛果河流域，體長可達80公分，棲息在中底層水域，可做為食用魚。